# Gemäldegalerie

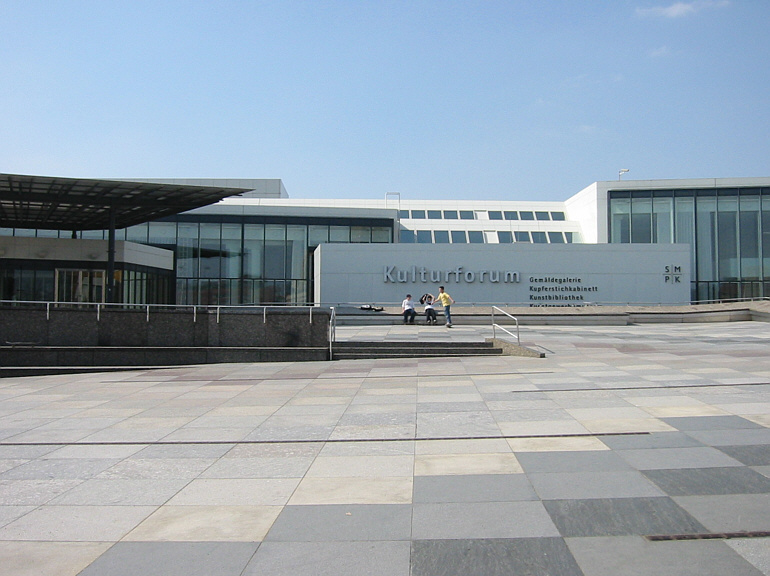
Kulturforum Berlin, ingång till Gemäldegalerie.

Gemäldegalerie vid Kulturforum i Berlin är en specialsamling som har några av de främsta föremålen ur det europeiska måleriet från 1200-talet fram till 1700-talet.

## Samlingar

Köpmannen Georg Gisze av Hans Holbein den yngre, 1532.
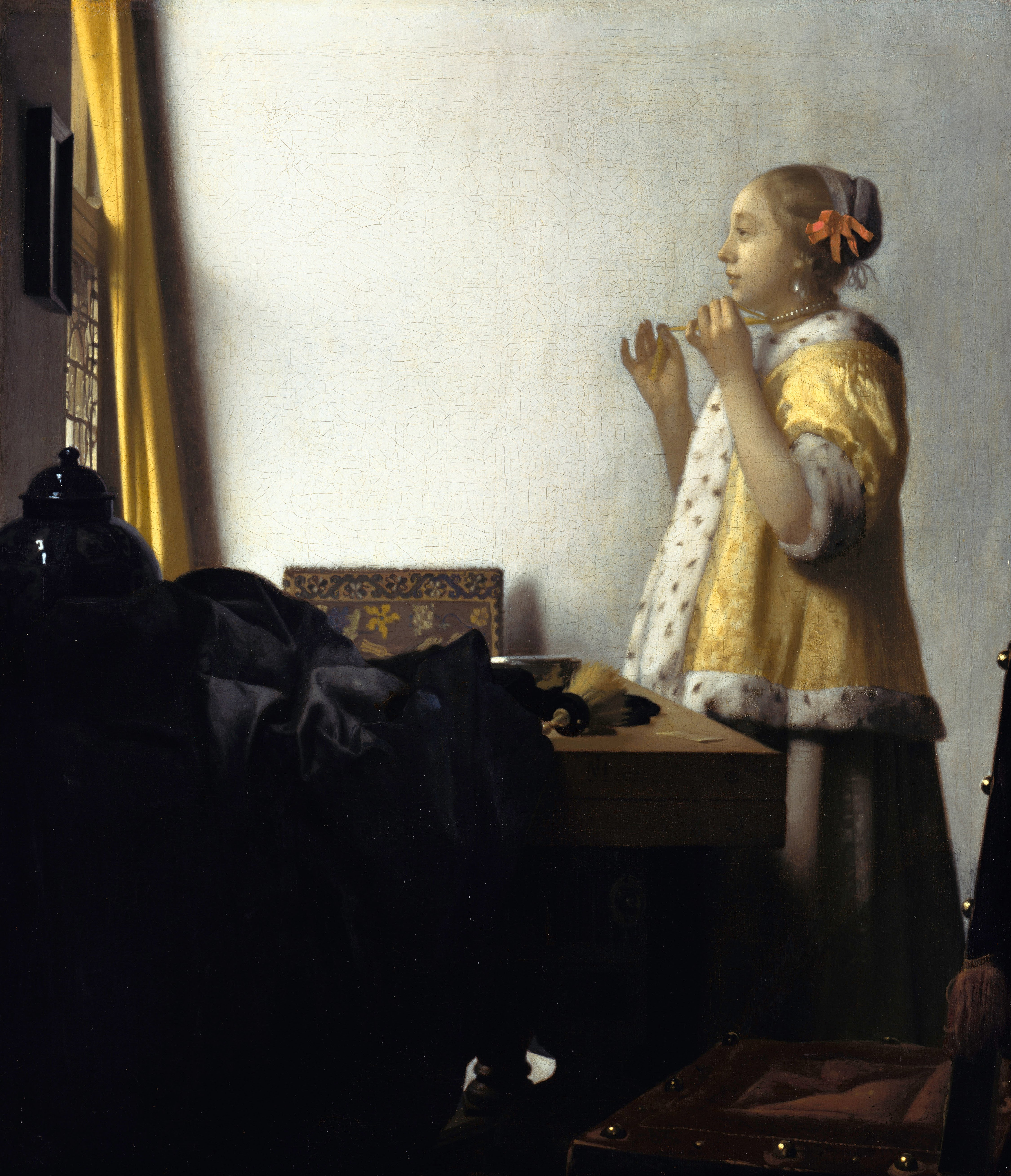
Ung kvinna med pärlhalsband av Jan Vermeer.
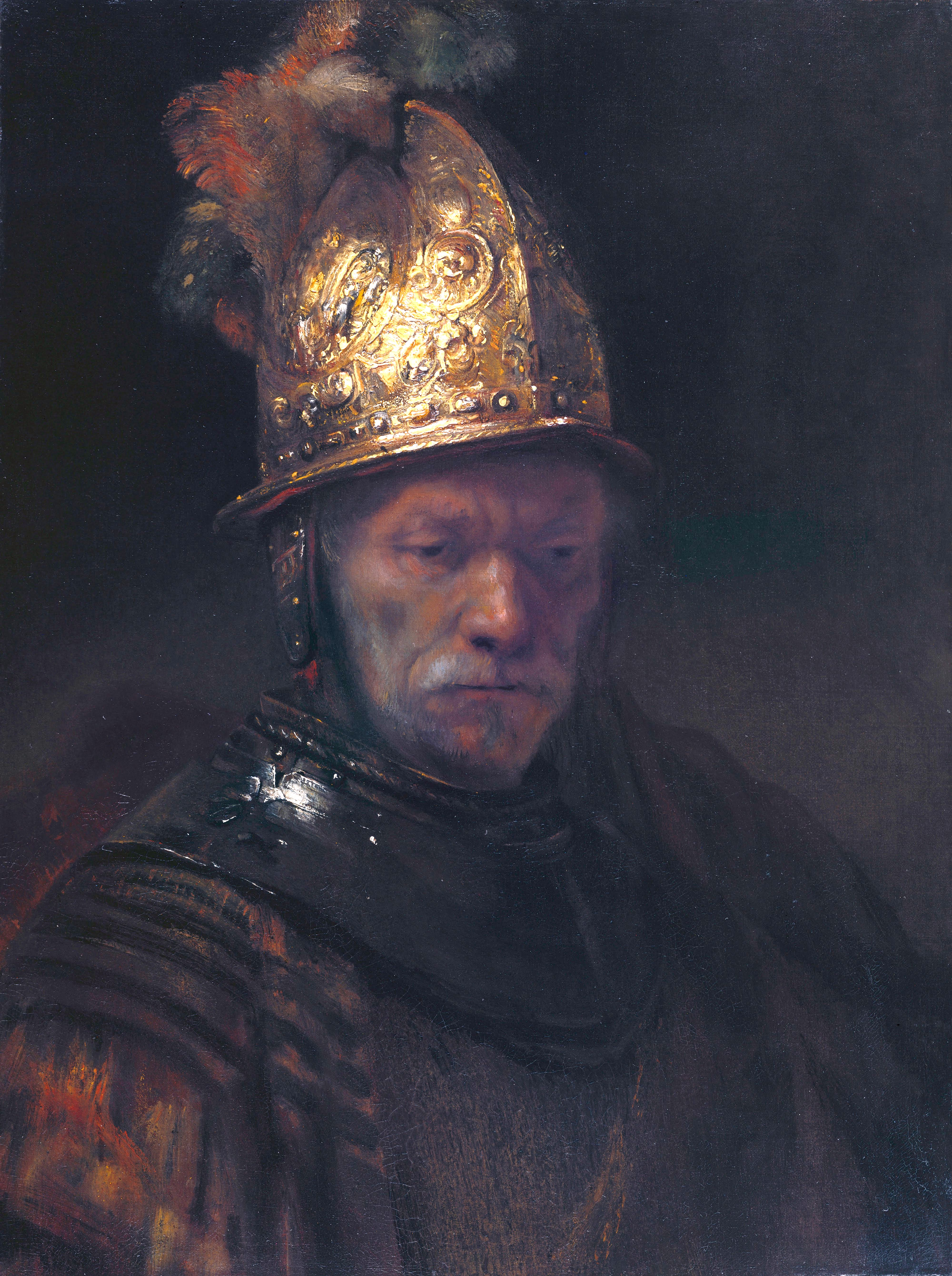
Mannen med den gyllene hjälmen (okänd konstnär).